# Гречані жганці
Гречані жганці (словен. Ajdovi žganci) — одна з типових страв сільського населення Словенії.
Варене гречане борошно змішують із невеликою частиною води, в якій воно перед тим варилося (жганіце). Їх можна подавати зі шкварками, як гарнір до тушкованої страви, а також часто з молоком. У творах Бальтазара Гакета (1739—1815) згадується, що у Верхній Крайні жганці подавали із квашеною капустою.
Хоча гречані жганці відомі майже по всій Словенії, менш відомо, що існують і регіональні варіації цієї страви. У Східній Словенії вони більше схожі на галушки або подібні до них жличники, оскільки містять більше води, тоді як у Верхній Крайні (Гореньська) ця страва дуже суха і тому схожа на крихти або густіші панірувальні сухарі. У прибережному регіоні більш поширена трохи подібна до жганців полента з кукурудзяного борошна. У Каринтії гречане борошно спочатку обсмажують насухо, а потім до гарячого борошна додають підсолену киплячу воду, постійно помішуючи, і все це підбілюють шкварками.
У ресторанах гречані жганці можуть подавати як гарнір.